# Головін Олександр Павлович
Голов́ін Олекса́ндр П́авлович (нар. 13 січня 1989, Брно, Чехословаччина) — російський актор і телеведучий. Найбільшу популярність актору принесла роль Максима Макарова (Макара) у телесеріалі «Кадети». Фігурант бази Миротворець.

## Біографія
Олександр Головін народився 13 січня 1989 року у Чехословаччині. Його батько — військовий льотчик, мати — домогосподарка. У кіноіндустрію потрапив випадково, батьки побачили, що проводиться набір у модельну школу Слави Зайцева. Мати записала на кастинг сестру Олександра, Женю. 9-річному хлопцю теж дуже кортило піти на кастинг і він умовив батьків. Брата і сестру взяли до агентства, де талановитого Сашу швидко помітив викладач Андрій Олександрович Бєлкін і допоміг розкрити своі акторські здібності. У 10 років він знявся у кліпі Найка Борзова «Три слова». Уперше знявся у кіно через два роки, у 2001, у фільмі «Бледнолицый лжец». Надалі актор з'являвся у головній ролі у фільмі «Володар мух» («Повелитель мух», 2001) і у кіножурналі Єралаш, знімався у рекламі.

## Фільмографія
| Рік       |     | Назва фільму                            | Оригінальна назва фільму | Роль           |
| --------- | --- | --------------------------------------- | ------------------------ | -------------- |
| 2001      | ф   | Блідолиций кіт                          | Приклад                  | Приклад        |
| 2001      | ф   | Володар мух                             | Приклад                  | Приклад        |
| 2002      | ф   | Шукшинські розповіді                    | Приклад                  | Приклад        |
| 2003      | с   | Пригоди мага                            | Приклад                  | Приклад        |
| 2004      | с   | Тільки ти                               | Приклад                  | Приклад        |
| 2004      | ф   | Кадети                                  | Кадетство                | Максим Макаров |
| 2004      | ф   | Таємниця «Вовчої пащі»                  | Приклад                  | Приклад        |
| 2005      | с   | Полювання на асфальті                   | Приклад                  | Приклад        |
| 2005      | ф   | Ви не залиште мене                      | Приклад                  | Приклад        |
| 2006      | ф   | Марфа і її цуценята                     | Приклад                  | Приклад        |
| 2006      | ф   | Наречена                                | Приклад                  | Приклад        |
| 2006      | ф   | Покидьки                                | Приклад                  | Приклад        |
| 2007      | ф   | Самотня жінка з дитиною                 | Приклад                  | Приклад        |
| 2008      | ф   | Попелюшка 4×4. Все починається з бажань | Приклад                  | Приклад        |
| 2009      | ф   | Дах                                     | Приклад                  | Приклад        |
| 2010      | ф   | Близький ворог                          | Приклад                  | Приклад        |
| 2010      | ф   | На зраді                                | Приклад                  | Приклад        |
| 2010      | ф   | Ялинки                                  | Приклад                  | Приклад        |
| 2011      | ф   | Ялинки 2                                | Приклад                  | Приклад        |
| 2012      | ф   | Джентльмени невдачі                     | Приклад                  | Приклад        |
| 2013      | ф   | 12 місяців                              | Приклад                  | Приклад        |
| 2013      | ф   | Ялинки 3                                | Приклад                  | Приклад        |
| 2014      | ф   | У спорті тільки дівчата                 | Приклад                  | Приклад        |
| 2014      | ф   | Ялинки 1914                             | Приклад                  | Приклад        |
| 2015      | ф   | Жінки проти чоловіків                   | Приклад                  | Приклад        |
| 2015      | ф   | SOS, Дід Мороз, або Усе здійснеться     | Приклад                  | Приклад        |
| 2016      | ф   | Герой                                   | Приклад                  | Приклад        |
| 2016      | с   | Громадянин Ніхто                        | Приклад                  | Приклад        |
| 2016      | ф   | Ялинки 5                                | Приклад                  | Приклад        |
| 2016      | ф   | Грааль                                  | Приклад                  | Приклад        |
| 2012      | м/ф |                                         | От винта!                | Приклад        |
| 2013      | м/ф | Печатка царя Соломона                   | Приклад                  | Приклад        |
| 2003      | с   |                                         | Неотложка                | Приклад        |
| 2003      | с   | Якщо завтра у похід                     | Приклад                  | Приклад        |
| 2003      | с   | Янгол на дорогах                        | Приклад                  | Приклад        |
| 2006-2007 | с   | Кадети                                  | Кадетство                | Максим Макаров |
| 2007-2013 | с   | Татусеві доньки                         | Приклад                  | Приклад        |
| 2009      | с   | Правила угону                           | Приклад                  | Приклад        |
| 2009      | с   | Таке життя                              | Приклад                  | Приклад        |
| 2009-2010 | с   | Кремлівські курсанти                    | Кремлёвские курсанты     | Максим Макаров |
| 2010      | с   | Гаражи                                  | Приклад                  | Приклад        |
| 2010      | с   | Одного разу у міліції                   | Приклад                  | Приклад        |
| 2011      | с   | Вісімдесяті                             | Приклад                  | Приклад        |
| 2011      | с   | Голубка                                 | Приклад                  | Приклад        |
| 2016      | с   | Врятувати боса                          | Приклад                  | Приклад        |